# Добровский, Любош
Любош Добровский, настоящая фамилия — Хамершлаг (чеш. Luboš Dobrovský; 3 февраля 1932 года, Колин, Чехословакия — 30 января 2020 года, Прага, Чехия) — чешский и чехословацкий политический и государственный деятель, дипломат, журналист, переводчик, министр обороны Чехословакии (в период с 18 октября 1990 года по 2 июля 1992 года), Заместитель министра иностранных дел Чехословакии (1990 год).

## Биография
Еврей по происхождению. Его отец в сентябре 1943 года был отправлен в концлагерь Освенцим, где и погиб. Любош и его мать всю войну прятались на хуторе; его мать после окончания Второй мировой войны повторно вышла замуж за офицера Йозефа Добровского, чью фамилию взял Любош.
Окончил философский факультет Карлова университета. В 1958 году начал публиковаться в литературном журнале «Пламя» (Plamen), а также в «Литературная газета» (Literární noviny), в журналах «Репортер» (Reportér), «Политика» (Politika) и других. Позже редактировал самиздатский журнал «Критический сборник», а с 1987 года — самиздатовские Лидовые новости.
Занимался переводами с русского и польского языков, в основном художественной литературы, а также политологических статей. Во время коммунистического режима не мог публиковать переводы под своим именем. Член Коммунистической партии Чехословакии до исключения в 1970 году, с 1959 года по 1968 год работал журналистом на Чехословацком радио. 
В 1970-х годах придерживался диссидентских взглядов, подписал Хартию-77. В 1989 году был представителем чехословацких оппозиционных организаций в Гражданском форуме.
В июне — октябре 1990 года был заместителем министра иностранных дел Чехословакии.
В 1990 — 1992 годах занимал должность министра обороны Чехословакии. Позже руководил офисом президента Чехии Вацлава Гавела.
С 1996 года по 2000 год был послом Чехии в России.
В фильме 2024 года — «Волны», снятый Иржи Мадлом, роль Добровского исполнил Мартин Гофманн.